# Mikael Dahlberg
Pour les articles homonymes, voir Dahlberg.
Mikael Dahlberg, né le 6 mars 1985 à Umeå en Suède est un footballeur suédois. Il évolue comme attaquant.

## Biographie

### En club
Né à Umeå en Suède Mikael Dahlberg commence sa carrière professionnelle avec le club local du Umeå FC.
En janvier 2010, Mikael Dahlberg signe en faveur du Gefle IF.
Le 14 juillet 2014, Mikael Dahlberg signe en faveur du Helsingborgs IF, en même temps que Darijan Bojanić.
Le Helsingborgs IF étant relégué en deuxième division à l'issue de la saison 2016, l'avenir de Dahlberg, dont le contrat se termine à la fin de l'année, est incertain. Le 5 janvier 2017, l'attaquant de 31 ans décide de prolonger son contrat avec le HIF jusqu'en 2018, avec pour objectif de ramener le club en première division.
Dahlberg joue le dernier match de sa carrière le 10 novembre 2018, lors d'une rencontre de Superettan face au Varbergs BoIS. Entré en jeu à la place de Max Svensson, il se fait remarquer en délivrant une passe décisive pour Andri Rúnar Bjarnason (en) et participe ainsi à la victoire de son équipe par trois buts à un. Il termine sa carrière en ayant contribué à la remontée de l'Helsingborgs IF en première division, le club étant sacré champion de deuxième division lors de la saison 2018.

### En sélection
- Suède : 1 sélection / 1 but
- Première sélection le 24 janvier 2009 : États-Unis - Suède (3-2)
- Premier but le 24 janvier 2009 : États-Unis - Suède (3-2)

Dahlberg obtient sa première sélection le 24 janvier 2009 lors d'une tournée aux États-Unis, contre le pays hôte.
Lors de ce match, Dahlberg inscrit du haut de son mètre 92 le second but de son équipe. Malgré cela, il n'est plus jamais apparu sous le maillot jaune.

## Palmarès
Helsingborgs IF
- Championnat de Suède de deuxième division
  - Champion : 2018.